# 高木義明
高木 義明（たかき よしあき、1945年〈昭和20年〉12月22日 - ）は、日本の政治家。国民民主党顧問。
長崎市議会議員（3期）、長崎県議会議員（1期）、衆議院議員（9期）、民主党副代表、民主党国会対策委員長、文部科学大臣（第14代）、民主党選挙対策委員長、民主党代表代行、民進党副代表、国民民主党長崎県連代表、民社協会会長等を歴任した。

## 経歴
山口県下関市生まれ。1964年、山口県立下関工業高等学校を卒業し、三菱重工長崎造船所に入社した。同造船所の労働組合執行役員を経て、1975年に長崎市議会議員選挙に出馬し、当選。市議を3期務めるが、1987年、3期目の任期途中で辞職し、長崎県議会議員選挙に出馬。当選するも、1990年に県議を辞職し、第39回衆議院議員総選挙に民社党公認で旧長崎1区から出馬し、当選。
1994年、民社党解党に伴い、新進党の結党に参加した。新進党では副幹事長や国会対策副委員長を務める。1996年の第41回衆議院議員総選挙では、比例九州ブロック単独で出馬し、3選。1997年末、小沢一郎党首が突如、新進党の解党を宣言したため、新進党解党後は旧民社党系議員で結成された新党友愛に参加。その後、民主党に合流した。
2005年、前原誠司執行部で党副代表に就任。2006年9月、偽メール問題で辞任した前原の後任の民主党代表に就任した小沢一郎の下、渡部恒三の後任の国会対策委員長に就任した。
2010年9月、菅直人改造内閣で文部科学大臣に就任し、初入閣。なお前任の川端達夫も高木同様、民社協会に所属する旧民社党系議員の1人。2011年1月に発足した菅直人再改造内閣でも留任した（文部科学大臣が創設されてから初の非大卒大臣である。）。
2011年9月、野田内閣発足に伴い退任し、民主党の選挙対策委員長に就任した。
2012年10月、野田内閣改造に伴う党人事により退任。同年12月16日に行われた第46回衆議院議員総選挙では長崎1区と比例九州ブロックに重複立候補し、選挙区で敗れたが比例復活により8選、2・3・4区及び第22回参議院議員通常選挙と第23回参議院議員通常選挙にて民主党候補が落選したため民主党長崎県連に属する唯一の国会議員となった。選挙後には海江田万里代表の下で国会対策委員長に就任。
2013年8月、民主党代表代行に就任。2013年10月15日、衆議院懲罰委員長に就任。
2014年12月14日に行われた第47回衆議院議員総選挙では再び長崎1区で敗れたが、比例復活で9選。
2016年3月、民主党が維新の党らと合流して発足した民進党において副代表に就任した。
2017年9月、長崎県連の会合において次期衆院選に出馬しない意向を表明した。2018年7月1日、民進党から国民民主党への移行に伴い、引き続き長崎県連代表に就任した。
2018年秋の叙勲で旭日大綬章を受章。
2022年11月、国民民主党の顧問に就任した。

## 活動・発言
- 2001年、民主党の有明海漁業被害対策・諫早湾干拓事業見直し本部の副本部長に就任。
- 2002年の鈴木宗男事件では、同年3月20日、衆議院議院運営委員会で民主党を代表して鈴木宗男に対する議員辞職勧告決議の提案趣旨説明を行った。高木はその中で、鈴木が議員辞職し自ら政治的道義的責任を明らかにするよう要求するとともに、かつて議院運営委員長を務めた鈴木の疑惑は議院運営委員会の品位を傷つけ、国民の期待に背くものだと指摘した[9]。
- 2002年7月5日、田中眞紀子元外務大臣の秘書給与流用疑惑について「われわれはかねてからこの問題に対して、国会の場で真相解明することを訴えていた。与党は参考人招致を政倫審で行うとのことであるが、民主党としては予算委員会などの公開の場で行うことを求めていく」とのコメントを発表した[10]。
- 2002年10月22日、北朝鮮による拉致事件に関連して、安倍晋三内閣官房副長官が民主党の菅直人幹事長、社会民主党の土井たか子党首を「間抜けな議員」と呼んだことについて、民主党は安倍に陳謝するよう衆議院議院運営委員会で求めた。安倍が「『間抜け』とは『抜かりがあった』という意味で、中傷ではない。家族の気持ちを思い、ああいう発言になった」と説明したことについて、高木は「内閣の中枢にいる者が（27日投票の衆参統一補欠）選挙目当ての発言をしていいのか」と安倍を批判した[11]。
- 2005年6月、民主党が主催した「小泉郵政民営化法案に反対する国民集会」に出席。法案の廃案に向け、全力を結集するよう呼びかけた。同年7月、郵政民営化関連法案の本会議採決を4日と決めた与党に対し民主党は5日に引き延ばしたと明らかにした。また同法案の廃案が党の基本方針とした上で、竹中平蔵郵政民営化担当相らに対する不信任案決議案の提出などあらゆる方策をとる考えを示した[12]。
- 2009年11月28日、九州新幹線西九州ルートについて、個人的な意見として全線フル規格が望ましいとの認識を示した。財源については「そういう小さな話は後」と明言を避けている。また前原誠司国土交通相が2010年度当初予算案での着工費用計上を見送る考えを示したことについて、当初予算案での予算計上を前原大臣に働きかける考えを示した[13]。
- 「整備新幹線を推進する議員の会」幹事長を務めており、事業仕分けで国庫返納を求めた鉄道建設・運輸施設整備支援機構が保有する約1兆3500億円の利益剰余金を鉄道整備に充てるよう、国土交通省に働きかけた[14]。

### 国会対策委員長時代
- 2006年10月13日、内閣府の月例経済報告が景気の回復基調を報告したことについて、「実感なき、くらし置き去りの景気回復だ」と主張し、安倍内閣の責任追及をする方針を示した[15]。
- 2006年11月8日、衆議院外務委員会で麻生太郎外務大臣が「非核三原則を維持する政府の立場は変わっていないが、隣の国が（核兵器を）持つことになった時に、（日本が核保有の是非を）検討するのもだめ、意見の交換もだめというのは一つの考え方とは思うが、議論をしておくのも大事なことだ」と見解を示したことについて、核廃絶に関する11回の国会決議を冒涜していると批判し、安倍晋三首相に麻生の罷免を求める考えを示した[16]。
  - 2006年11月14日、麻生太郎外務大臣の罷免要求を拒否されたため、再度の罷免要求を行う。同時に河野洋平衆議院議長に対しても、議会を冒とくする行為だとし、院の権威保持に向けた働きかけを求める申し入れを行った[17]。
  - 2006年12月1日、国会内での記者会見で、麻生外相の罷免要求を更に検討していく方針を示した[18]。
- 2006年11月15日、政府与党が単独採決した教育基本法について、同法案を「八百長の欠陥法案」と非難し、政府与党は猛省の上で、同法案を「教育基本法に関する特別委員会」に差し戻しをするように要求した[19]。
- 2006年11月28日、記者会見で郵政造反組復党問題について「自民党候補と離党した候補が争った騒ぎは「八百長試合ではなかったのかという思いもする」と主張した[20]。
- 2006年12月15日、民主党は安倍内閣及び麻生太郎外務大臣に対する不信任決議案を提出。高木は趣旨説明を行い、「安倍内閣が発足してから、わずか二ヶ月半。わが国の未来は惨憺たるものになりつつある」と批判した。
- 2006年12月21日、本間正明政府税制調査会長が官舎に愛人を住まわせていたと報じられ[21]辞任した際、「（安倍首相は）なぜ会長に任命したのか、辞めることになったのか、説明すべきだ」と述べた[22]。
- 2007年1月26日、角田義一参議院副議長（党籍離脱中）の選挙対策本部が政治献金の一部を収支報告書に記載しなかった疑惑について「（進退については）自ら決断することだ」と述べた[23]。
- 2007年1月29日、安倍首相の施政方針演説について「相変わらず抽象的で生活観のない言葉が羅列されていた。官僚の原稿に自らが好きなフレーズを継ぎ足しただけ」と評した[24]。また、小沢一郎民主党代表の代表質問については「重厚で、大所高所、要点をしぼった質問であった」と語った[25]。
- 2007年2月1日、柳澤伯夫厚生労働大臣が島根県議の会合で講演で「（女性という）産む機械、装置の数は決まっている。あとは一人頭で（多くの子供を産むように）がんばってもらうしかない」と発言し、その場で「機械と言ってごめんなさい」と謝罪し「産む役目の人」と訂正したことについて、「人々の心を大きく傷つけた。人間の尊厳に係る問題である」と批判し、「そのような不適格な者が大臣という職に就いて予算審議を決めるということはありえない」と、柳沢厚生大臣の罷免を要求し、罷免が行われない限り予算審議を拒否する方針を示した[26][27]。
  - 2007年2月7日、予算委員会集中審議で繰り返し謝罪を行った柳澤厚労相に対して、「ただ頭を下げるだけで、問題の本質には触れられなかった」と重ねて批判した[28]。
  - 2007年2月19日には、柳澤厚労相への不信任決議案提出について「出して否決されれば議論が終わったことになる」と提出を見送る方針を示した[29]。
- 2007年2月16日、安倍内閣について「格差是正、年金を始めとする社会保障制度、イラク問題等に対してバラバラな発言をしており、非常に不安定な状態を露呈している」と批判した[30]。
- 2007年2月23日、21日の衆議院財務金融委員会で尾身幸次財務相が所信を述べた後の質疑を、野党側が欠席したまま行ったことなどを「強引な委員会運営」として抗議した[31]。
- 2007年4月12日、国民投票法案の可決を受け、「職権の乱用、何でもありの国会運営は議会制民主主義の危機である」と批判した[32]。
- 2007年4月17日、国会内での記者会見で与党が提出した教育関連三法案（学校教育法・地方教育行政法・教育職員免許法）について批判し、民主党は「国が最終責任を持ちながら、学校現場、地域住民とも連携した、本当の意味での教育力向上のために十分な審議を求めていく」と述べた[33]。
- 2009年9月12日、諫早湾干拓潮受け堤防の排水門について「すでに営農が進み、防災効果もはっきりしている。開門することで塩害や堤防の損傷など新たな混乱が出る」として、開門に反対する考えを表明した[34]。

### 文部科学大臣時代
- 2010年11月5日、朝鮮学校に高校授業料無償化を適用する際の審査基準を発表した。基準は文科省の専門家会議が8月に作成した案を踏襲し、(1)修業年限は原則3年以上(2)授業時数が年800時間以上(3)教員が教職の専門的教育を受けている、など12項目で個別の学校の教育内容は判断材料としない。また支給金が授業料に充てられたことを証明する書類や学則などの書類を毎年提出することを求める他、「反日的な教育が行われている」との指摘が出たことを踏まえ、教材などの記述に問題がある場合は自主的な改善と対応状況の報告を求める[35]。11月17日の参院予算委で自民党の山谷えり子の「高木文部科学大臣は11月5日に無償化を決めました」との発言には「まだその段階ではございません。去る11月5日に決定いたしましたのは、審査をする基準であります」と答弁した[36]。
- 2010年11月9日の衆議院予算委員会で自民党の高市早苗から永住外国人への地方参政権付与の是非について質問され、賛成を表明した[37]。
- 2011年6月21日、閣議後の記者会見で、理化学研究所などが開発中のスーパーコンピュータ「京」が計算速度で世界ランキング1位に選ばれたことについて、「（事業仕分けでの蓮舫参院議員の発言に）科学者が発奮し、むしろバネになった」と述べた[38]。
- 8月、文部科学大臣を中川正春に引き継ぐ際、「私はワンポイント・リリーフ（役職に一時的に起用すること）のようなものですから」と発言。

#### 東日本大震災
2012年3月3日の中国新聞は、福島第1原発事故後に文科省が最悪の事態を想定し計算を繰り返していた緊急時迅速放射能影響予測ネットワークシステム（SPEEDI）の拡散予測について、2011年3月15日に高木ら政務三役や文科省幹部が協議し「一般にはとても公表できない内容と判断」と記した内部文書を作成し、より標準的な内容のデータを用意することになっていたと報じた。

### その他
- 永住外国人への地方選挙権付与にどちらかと言えば賛成[40]。
- 選択的夫婦別姓制度導入に賛成[41][42][43]

## 逸話
- 1993年10月16日に放送された日本テレビ「第13回ビートたけしのお笑いウルトラクイズ」の宴会クイズに民社党を代表して出場した。

## 所属団体・議員連盟
- 親学推進議員連盟（会長代行）
- 海事振興連盟（副会長）
- 日韓トンネル研究会
- 日韓議員連盟
- 北京オリンピックを支援する議員の会
- ラグビーワールドカップ2019日本大会成功議員連盟（副会長）